# Martín Cabrera
Martín Cabrera es un jugador de fútbol de Argentina, nacido en la ciudad de Río Cuarto el 8 de agosto de 1979, milita actualmente en el Fénix que participa en la Primera B Metropolitana.
Cabrera comenzó su carrera en 2001 en el club de su ciudad natal Estudiantes de Río Cuarto en la 3.er division regional. En el 2002 se unió a C.A.I. donde jugó hasta el 2005. En 2005 Cabrera se unió al Club Quilmes de la Primera División argentina en aquella época pero pronto se unió a Talleres de Córdoba. En 2006 Cabrera se unió a Olimpo de Bahía Blanca donde fue parte del equipo que ganó el Apertura 2006 y el Clausura 2007 de la Primera B Nacional para asegurarse la promoción automática a Primera y siendo el segundo goleador de equipo con 12 tantos.. En el 2007 juega en Argentinos Juniors hasta principios del 2009 Para reincorporarse al plantel de Talleres de Córdoba que milita la 2.ª division del fútbol Argentino. Luego Cabrera tenía todo arreglado con Club Atlético Aldosivi de Mar del Plata, pero a último momento decidió volver a Olimpo de Bahía Blanca, un club donde ya es conocido y querido por la gente. Un año después luego del ascenso a primera división con el equipo bahiense, en julio de 2010 finalmente arregló su incorporación con Aldosivi Donde fue la estrella del equipo.En julio de 2011 Cabrera se suma a Patronato de Paraná(Entre Ríos). En julio de 2012 se une al Deportivo Morón donde juega hasta 2014. En 2014 se une al club Atenas de Rio Cuarto para disputar el Federal B. Luego en 2015 vuelve a Estudiantes de Rio Cuarto club donde realizó su debut en primera a los 16 años. A principios de 2016 es fichado por Racing de Córdoba. Actualmente juega en Club Fenix de la primera B metropolitana.

## Trayectoria
- Estudiantes de Río Cuarto (2001)
- C.A.I. (2002-2005)
- Quilmes A.C. (2005)
- Talleres de córdoba (2005)
- Olimpo de Bahía Blanca (2006-2007)
- Argentinos Juniors (2007-2009)
- Talleres de Córdoba (2009)
- Olimpo de Bahía Blanca (2009-2010)
- Aldosivi de Mar del Plata (2010-2011)
- Patronato de Paraná (2011-2012)
- Deportivo Moron (2012-2014)
- Club Sportivo y Biblioteca Atenas (2014)
- Estudiantes de Río Cuarto (2015)
- Racing de Córdoba (2016)
- Fénix (2017)
- Club Atlético Ascasubi (2017-presente)